# Theorien (Seel)
Theorien von Martin Seel ist ein 2009 erschienenes Buch über elementare Fragen der Philosophie, das aus 517 Aphorismen besteht.

## Gehalt
Aspekte vor allem der neueren Sprachphilosophie, der analytischen Philosophie, der Erkenntnistheorie, der Philosophie des Geistes, der Ästhetik, der Moralphilosophie und der Tugendlehre werden behandelt. Seel macht Vorschläge, was man unter einem sinnvollen oder sinnlosen Satz zu verstehen hat, was mit dem Holismus des Mentalen gemeint ist, was der Begriff Wahrnehmung beinhalten kann, warum man von Wahrheit oder Falschheit von Erscheinungen sprechen kann, was einen Menschen bestimmen kann, was eigentlich Gedanken sind, als was sie und in welcher Form sie in Erscheinung treten und wie sie intersubjektiv mitgeteilt werden können, was Menschen zu Handlungen treibt und was Handlungsfreiheit im menschlichen Sein bedingt, welche Formen der Wille annehmen kann und was das Schöne mit dem Guten zu tun hat.
Seel versucht, einerseits den wissenschaftlichen Anforderungen des Fachs zu genügen, andererseits Biographisches, also Beispiele aus der eigenen Erfahrung, einzuflechten. Weitere Beispiele nimmt er vor allem aus den Bereichen Kino, Jazzmusik und zeitgenössische Kunst.

## Form
Die 517 Aphorismen stehen oder sprechen nicht etwa einzeln für sich, sie sind vielmehr durch das Thema, das sie jeweils erörtern, miteinander verbunden. In wiederkehrenden Variationen derselben Teilgebiete und Aspekte der Philosophie lässt der Autor sich auf ein Spiel mit den Gedanken und damit auf ein Spiel mit Gedankenbewegungen und so auch auf ein Spiel mit dem Leser ein.

## Rezeption
Theorien stand 2010 auf der Shortlist für den Tractatus Essaypreis des Philosophicum Lech.

## Zitate
„Theorien sind Anschauungen. Ihre Zahl spottet jeder Zählung. Wer Theorien macht, führt eine Art Rosenkrieg mit der Wissenschaft.“

„Das Wort „Theorie“ stand einmal für das Vermögen, in einem alles und alles in einem zu sehen.“

„Kontemplation verlangt Zerstreuung.“

„Der Maler On Kawara unterzieht sich ein ums andere Mal der Übung, an unterschiedlichen Orten der Welt an jeweils einem Tag mit größter Sorgfalt ein Bild zu malen, das in einer anonymen Schrift bloß das Datum des betreffenden Tages zeigt. Diese Bilder beziehen sich auf nichts sonst und dadurch auf alles, was an diesem Tag wirklich und möglich war.“

„Variation, erst recht der fließendere Plural, ist eines jener schönen Worte, die das zeigen, was sie sagen.“

„Sich in einer Bewegung halten, das ist fast schon alles, worauf es ankommt.“

„Zu den Wurzeln der Moral gehört eine ästhetische Erfahrung, die meist übersehen oder vorschnell theologisch gesehen wird.“

„Philosophie ist Millimeterarbeit. Kein Raum für Giant Steps. Millimeter für Millimeter – Wort für Wort, Zeile für Zeile, Satz für Satz, Absatz für Absatz, Text für Text – arbeiten sich die Schreibenden an einen Umsturz ihres Denkens heran, der in nichts anderem als winzigen Verschiebungen besteht. Wer an dieser Art der Unendlichkeit keine Freude hat, möge gröbere Felder bestellen.“

„Warum schreiben die Schreibenden? In der Hoffnung auf Glück, Glanz, Ruhm? Gewiss. Doch das versendet sich, falls es überhaupt dazu kommt. Sie schreiben nicht, um geschrieben zu haben, sondern um schreiben zu können. Ihr Pensum soll sich nicht erfüllen. Sie wollen nie zum Ende, sondern zum Anfang kommen; hier, in dieser Schwebe sind sie zu Hause.“

## Rezensionen
- Rezension bei www.textem.de
- Rezension der Frankfurter Allgemeinen Zeitung
- Rezension im Deutschlandfunk
- Rezension bei www.kulturbuchtipps.de

## Textausgabe
- Martin Seel: Theorien. S. Fischer Verlag, Frankfurt am Main 2009, ISBN 978-3-10-071010-9.